# Artos
Artos & Norma är ett bokförlag med säte i Skellefteå och drivs sedan starten 1978 av prästen Per Åkerlund, som sedan 1996 även ansvarar för bokförlaget Norma. 
Förlagen Artos och Norma ger huvudsakligen ut teologisk och kyrkohistorisk litteratur, ofta med mystik inriktning (ex antologiklassikern ”Den underbara vägen”). Den teologiska profilen är bred och omfattar allt från pingströrelsen via Svenska kyrkan till romersk katolicism och grekisk och rysk ortodoxi. Även böcker om andra religioner har givits ut – till exempel religionspsykologen Anton Geels serie med judisk, kristen och muslimsk mystik. Per Åkerlund har dock tagit avstånd från ren liberalteologi. 
Per Åkerlund driver sedan 1994 också bokklubben Ampelos, som huvudsakligen säljer böcker från de egna förlagen.